# Nowa Biela
Nowa Biela est une localité polonaise de la gmina de Stronie Śląskie, située dans le powiat de Kłodzko en voïvodie de Basse-Silésie.